# Associazione Sportiva Simmenthal-Monza 1962-1963
Questa pagina raccoglie le informazioni riguardanti l'Associazione Sportiva Simmenthal-Monza nelle competizioni ufficiali della stagione 1962-1963.

## Stagione
Nella stagione 1962-1963 il Monza ha disputato il campionato di Serie B, un torneo a 20 squadre che prevede tre promozioni e tre retrocessioni, con 38 punti si piazza in undicesima posizione di classifica. Salgono in Serie A il Messina con 50 punti che vince il torneo, Bari e Lazio con 48 punti, scendono in Serie C il Como con 31 punti, la Sambenedettese con 30 punti e la Lucchese con 21 punti.
Nel Monza sempre sponsorizzato Simmenthal, terza stagione con l'argentino Hugo Lamanna quale allenatore. Un'annata da ricordare questa dei brianzoli, miglior attacco con 56 reti e peggior difesa del torneo cadetto con 52 reti subite, un piazzamento equidistante dalle zone pericolose e da quelle nobili della classifica. Sono approdati a Monza due attaccanti di valore, dal Milan Paolo Ferrario e dal Torino Vincenzo Traspedini, che faranno di questa stagione biancorossa, il trampolino di lancio per la massima serie, il primo con 18 reti in 27 partite arriverà secondo nella classifica dei marcatori dietro a Cosimo Nocera del Foggia, il secondo realizza 14 reti in stagione. Un Monza davvero piacevole da seguire e da veder giocare, con una punta di rammarico per la difesa ballerina. In Coppa Italia eliminazione al primo turno (2-3) con il Venezia.

## Rosa
| N. |                   | Ruolo | Calciatore        |
| -- | ----------------- | ----- | ----------------- |
|    | Italia (bandiera) | D     | Giovanni Bacis    |
|    | Italia (bandiera) | A     | Dario Baruffi     |
|    | Italia (bandiera) | C     | Cesare Campagnoli |
|    | Italia (bandiera) | D     | Mario Cantarelli  |
|    | Italia (bandiera) | A     | Duccio Corbi      |
|    | Italia (bandiera) | C     | Mario Dal Molin   |
|    | Italia (bandiera) | A     | Paolo Ferrario    |
|    | Italia (bandiera) | D     | Elio Ferrazzi     |
|    | Italia (bandiera) | C     | Giuseppe Ferrero  |
|    | Italia (bandiera) | C     | Piero Ferri       |
|    | Italia (bandiera) | D     | Livio Ghioni      |
|    | Italia (bandiera) | D     | Franco Gianesello |
|    | Italia (bandiera) | P     | Pierluigi Giunti  |

| N. |                   | Ruolo | Calciatore          |
| -- | ----------------- | ----- | ------------------- |
|    | Italia (bandiera) | C     | Clemente Gotti      |
|    | Italia (bandiera) | D     | Alfredo Magni       |
|    | Italia (bandiera) | C     | Sergio Magni        |
|    | Italia (bandiera) | C     | Mariano Melonari    |
|    | Italia (bandiera) | A     | Fulvio Mosca        |
|    | Italia (bandiera) | D     | Osvaldo Motto       |
|    | Italia (bandiera) | D     | Sergio Osterman     |
|    | Italia (bandiera) | A     | Renato Petris       |
|    | Italia (bandiera) | P     | Vincenzo Rigamonti  |
|    | Italia (bandiera) | C     | Gianluigi Stefanini |
|    | Italia (bandiera) | A     | Vincenzo Traspedini |
|    | Italia (bandiera) | A     | Mario Tribuzio      |
|    | Italia (bandiera) | A     | Guido Vivarelli     |

## Risultati

### Serie B

#### Girone di andata
| Arbitro: | Soravia (Ancona) |

|                              |           |                                    |
| Traspedini 81’ Stefanini 89’ | Marcatori | 25’ Santelli 82’ (aut.) Cantarelli |

| Roma 23 settembre 1962 2ª giornata | Lazio            | 0 – 0 | Simmenthal-Monza | Stadio Olimpico\| Arbitro: \| Babini (Ravenna) \| |
| Arbitro:                           | Babini (Ravenna) |       |                  |                                                   |

| Lucca 30 settembre 1962 3ª giornata | Lucchese            | 0 – 0 | Simmenthal-Monza | Stadio Porta Elisa\| Arbitro: \| Sabatella (Potenza) \| |
| Arbitro:                            | Sabatella (Potenza) |       |                  |                                                         |

| Arbitro: | Palazzo (Palermo) |

|                            |           |                                             |
| Mosca 40’ Gotti 73’ (rig.) | Marcatori | 24’ (aut.) Cantarelli 33’ (rig.) 49’ Nocera |

| Arbitro: | Angonese (Mestre) |

|           |           |              |
| Bacis 64’ | Marcatori | 61’ Catalano |

| Arbitro: | Monti (Ancona) |

|  |           |               |
|  | Marcatori | 5’ Traspedini |

| Arbitro: | Acernese (Roma) |

|                      |           |  |
| Stefanini 27’ (aut.) | Marcatori |  |

| Arbitro: | Politano (Cuneo) |

|  |           |                         |
|  | Marcatori | 10’ Morelli 70’ Teneggi |

| Arbitro: | Righetti (Torino) |

|                                                                    |           |                        |
| Selmosson 13’, 17’ Campagnoli 27’ (aut.) Pinti 49’ Novali 57’, 61’ | Marcatori | 83’ Ferrario 86’ Corbi |

| Arbitro: | Sbardella (Roma) |

|                                   |           |             |
| Ferrario 6’ Baruffi 55’ Corbi 72’ | Marcatori | 79’ Fantini |

| Arbitro: | Cirone (Palermo) |

|                |           |                |
| Cappellaro 37’ | Marcatori | 70’ Traspedini |

| Arbitro: | Marchese (Napoli) |

|                |           |                         |
| Campagnoli 86’ | Marcatori | 69’ Pagani 81’ De Paoli |

| Arbitro: | Babini (Ravenna) |

|  |           |              |
|  | Marcatori | 82’ Ferrario |

| Arbitro: | Samani (Trieste) |

|                                            |           |               |
| Ferrario 39’ Traspedini 51’ Campagnoli 84’ | Marcatori | 67’ Meregalli |

| Arbitro: | Monti (Ancona) |

|           |           |  |
| Lenzi 67’ | Marcatori |  |

| Arbitro: | Barolo (Noale) |

|                            |           |           |
| Mosca 7’, 83’ Ferrario 28’ | Marcatori | 51’ Merlo |

| Arbitro: | Varazzani (Parma) |

|                     |           |                       |
| Mazzanti 80’ (rig.) | Marcatori | 18’ (rig.) Campagnoli |

| Arbitro: | Cataldo (Reggio Calabria) |

|                       |           |                                                   |
| Campagnoli 87’ (rig.) | Marcatori | 40’ (rig.) Martiradonna 77’ Torriglia 79’ Morelli |

| Arbitro: | De Robbio (Torre Annunziata) |

|                                          |           |  |
| Tribuzio 56’ Ferrario 82’ Traspedini 89’ | Marcatori |  |

#### Girone di ritorno
| Arbitro: | Rancher (Roma) |

|                                           |           |                       |
| Vitali 47’ (rig.) Porro 51’ Mantovani 90’ | Marcatori | 81’ (rig.) Traspedini |

| Arbitro: | Righetti (Torino) |

|                                 |           |                    |
| Traspedini 23’ Gotti 48’ (rig.) | Marcatori | 58’ (rig.) Rozzoni |

| Arbitro: | Cadel (Mestre) |

|                                                |           |             |
| Vivarelli 11’, 67’ Ferrario 32’, 45’, 68’, 87’ | Marcatori | 77’ Gratton |

| Arbitro: | Samani (Trieste) |

|            |           |               |
| Nocera 48’ | Marcatori | 12’ Vivarelli |

| Arbitro: | Babini (Ravenna) |

|              |           |  |
| Buccione 70’ | Marcatori |  |

| Monza 10 marzo 1963 25ª giornata | Simmenthal-Monza  | 0 – 0 | Catanzaro | Stadio Città di Monza\| Arbitro: \| Palazzo (Palermo) \| |
| Arbitro:                         | Palazzo (Palermo) |       |           |                                                          |

| Arbitro: | De Robbio (Torre Annunziata) |

|              |           |  |
| Ferrario 55’ | Marcatori |  |

| Arbitro: | Carminati (Milano) |

|               |           |                                       |
| Stefanini 14’ | Marcatori | 23’ Traspedini 29’, 58’, 89’ Ferrario |

| Arbitro: | Cirone (Palermo) |

|               |           |            |
| Vivarelli 48’ | Marcatori | 11’ Carosi |

| Arbitro: | Bernardis (Trieste) |

|                      |           |                |
| Cera 79’ Fantini 82’ | Marcatori | 89’ Traspedini |

| Arbitro: | Sebastio (Taranto) |

|                           |           |              |
| Vivarelli 71’ Baruffi 82’ | Marcatori | 61’ Lindskog |

| Arbitro: | Righi (Milano) |

|                                          |           |                |
| De Paoli 31’, 43’ Pagani 47’ Recagno 71’ | Marcatori | 52’ Traspedini |

| Arbitro: | Babini (Ravenna) |

|                |           |            |
| Gianesello 73’ | Marcatori | 42’ Albini |

| Arbitro: | De Robbio (Torre Annunziata) |

|                          |           |  |
| Corradi 9’ Meregalli 89’ | Marcatori |  |

| Arbitro: | Cadel (Mestre) |

|              |           |  |
| Ferrario 83’ | Marcatori |  |

| Arbitro: | Lo Bello (Siracusa) |

|                         |           |  |
| Napoleoni 37’ Merlo 62’ | Marcatori |  |

| Arbitro: | Samani (Trieste) |

|                                               |           |            |
| Traspedini 29’, 63’ Tribuzio 68’ Ferrario 70’ | Marcatori | 66’ Morosi |

| Arbitro: | Rancher (Roma) |

|            |           |                                                   |
| Congiu 49’ | Marcatori | 8’ Tribuzio 25’, 61’ Traspedini 63’, 74’ Ferrario |

| Arbitro: | Monti (Ancona) |

|                                |           |  |
| Vitali 7’ Fara 30’ Bettini 88’ | Marcatori |  |

### Coppa Italia
| Arbitro: | Varazzani (Parma) |

|                                      |           |                            |
| Traspedini 14’ Campagnoli 32’ (rig.) | Marcatori | 41’, 106’ Bartù 79’ Raffin |

## Statistiche

### Statistiche di squadra
| Competizione | Punti | In casa | In casa | In casa | In casa | In casa | In casa | In trasferta | In trasferta | In trasferta | In trasferta | In trasferta | In trasferta | Totale | Totale | Totale | Totale | Totale | Totale | DR |
| Competizione | Punti | G       | V       | N       | P       | Gf      | Gs      | G            | V            | N            | P            | Gf           | Gs           | G      | V      | N      | P      | Gf     | Gs     | DR |
| ------------ | ----- | ------- | ------- | ------- | ------- | ------- | ------- | ------------ | ------------ | ------------ | ------------ | ------------ | ------------ | ------ | ------ | ------ | ------ | ------ | ------ | -- |
| Serie B      | 38    | 19      | 10      | 5       | 4       | 37      | 22      | 19           | 4            | 5            | 10           | 19           | 30           | 38     | 14     | 10     | 14     | 56     | 52     | +4 |
| Coppa Italia |       | 1       | 0       | 0       | 1       | 2       | 3       | -            | -            | -            | -            | -            | -            | 1      | 0      | 0      | 1      | 2      | 3      | -1 |
| Totale       |       | 20      | 10      | 5       | 5       | 39      | 25      | 19           | 4            | 5            | 10           | 19           | 30           | 39     | 14     | 10     | 15     | 58     | 55     | +3 |

### Statistiche dei giocatori
| Giocatore     | Serie B  | Serie B | Coppa Italia | Coppa Italia | Totale   | Totale |
| Giocatore     | Presenze | Reti    | Presenze     | Reti         | Presenze | Reti   |
| ------------- | -------- | ------- | ------------ | ------------ | -------- | ------ |
| G. Bacis      | 25       | 1       | 1            | 0            | 26       | 1      |
| D. Baruffi    | 21       | 2       | 1            | 0            | 22       | 2      |
| C. Campagnoli | 24       | 4       | 1            | 1            | 25       | 5      |
| M. Cantarelli | 11       | 0       | -            | -            | 11       | 0      |
| D. Corbi      | 6        | 2       | 1            | 0            | 7        | 2      |
| M. Dal Molin  | 7        | 0       | -            | -            | 7        | 0      |
| P. Ferrario   | 27       | 18      | -            | -            | 27       | 18     |
| E. Ferrazzi   | 1        | 0       | 1            | 0            | 2        | 0      |
| G. Ferrero    | 7        | 0       | -            | -            | 7        | 0      |
| P. Ferri      | 17       | 0       | -            | -            | 17       | 0      |
| L. Ghioni     | 33       | 0       | 1            | 0            | 34       | 0      |
| F. Gianesello | 32       | 1       | 1            | 0            | 33       | 1      |
| P. Giunti     | 4        | -8      | -            | -            | 4        | -8     |
| C. Gotti      | 29       | 2       | 1            | 0            | 30       | 2      |
| S. Magni      | 10       | 0       | -            | -            | 10       | 0      |
| M. Melonari   | 7        | 0       | -            | -            | 7        | 0      |
| F. Mosca      | 10       | 3       | -            | -            | 10       | 3      |
| O. Motto      | 1        | 0       | -            | -            | 1        | 0      |
| S. Osterman   | 3        | 0       | -            | -            | 3        | 0      |
| R. Petris     | 2        | 0       | ?            | ?            | 2+       | 0+     |
| V. Rigamonti  | 34       | -44     | 1            | -3           | 35       | -47    |
| G. Stefanini  | 37       | 1       | 1            | 0            | 38       | 1      |
| V. Traspedini | 38       | 14      | 1            | 1            | 39       | 15     |
| M. Tribuzio   | 15       | 3       | 1            | 0            | 16       | 3      |
| G. Vivarelli  | 17       | 5       | -            | -            | 17       | 5      |